# Samoskworetschje
Samoskworetschje (russisch Замоскворе́чье) ist ein alter Stadtteil Moskaus im Zentralen Verwaltungsbezirk der russischen Hauptstadt. Seinen Namen verdankt er der Lage am rechten Ufer der Moskwa (Samoskworetschje = „Gegend hinter der Moskwa“). Heute ist die ehemalige Kaufmanns- und Handwerkersiedlung aufgrund einer Vielzahl bis heute erhaltener Herrenhäuser aus dem 18. und 19. Jahrhundert ein bedeutendes architektonisches Denkmal des alten Moskau. Der Stadtteil Samoskworetschje zählt heute rund 40.000 Einwohner auf einer Fläche von 438 Hektar.

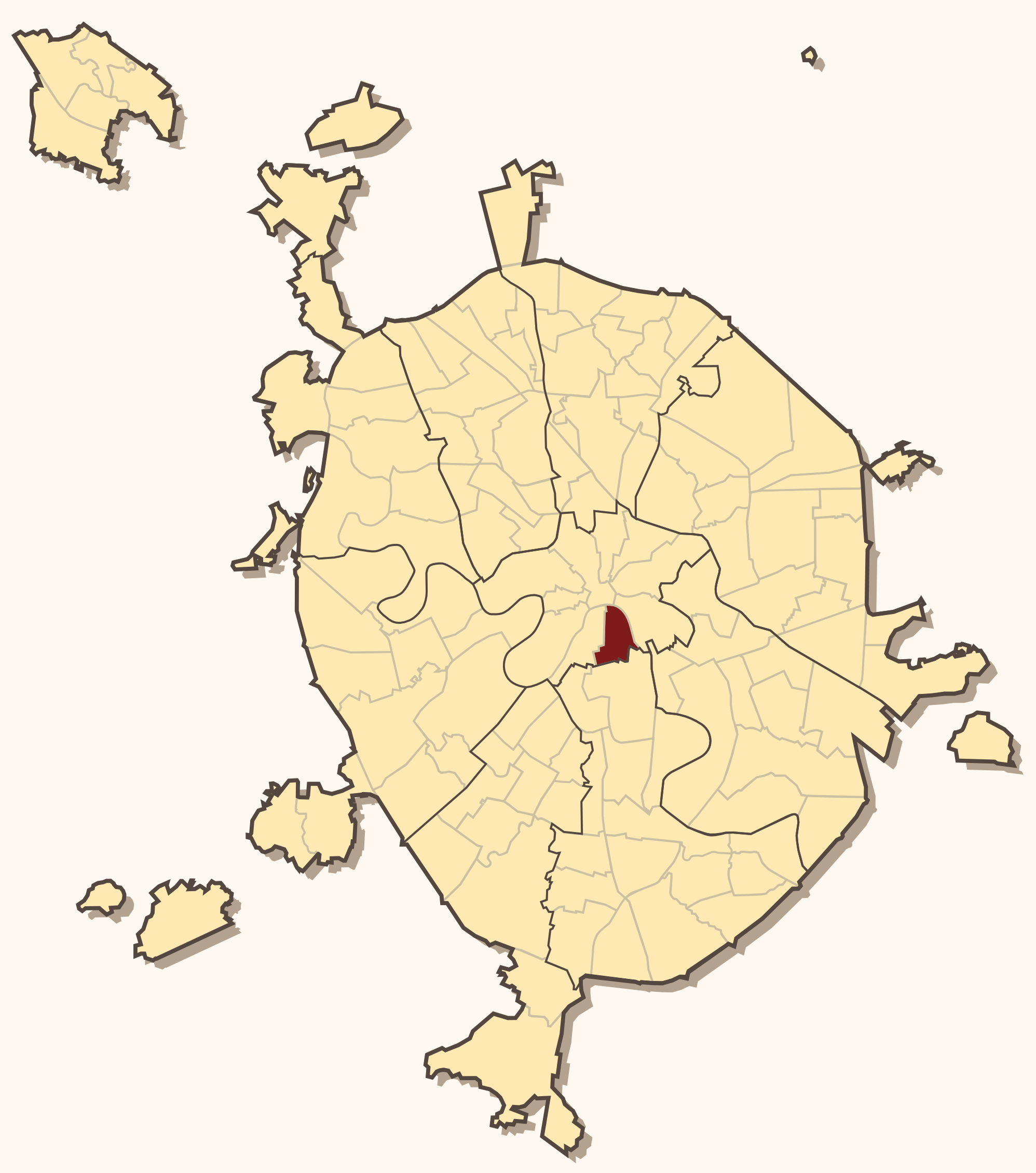
Lage in Moskau

## Geschichte
Historisch wird als Samoskworetschje diejenige Gegend bezeichnet, die von Norden durch die Moskwa und von Süden durch den Gartenring umschlossen wird. Damit gehört auch die künstliche Insel zwischen der Moskwa und dem Wasserumleitungskanal zu Samoskworetschje. Zum heutigen Stadtteil Samoskworetschje gehört nur ein Teil der historischen Siedlung; so ist Jakimanka, der Westteil Samoskworetschjes, heute ein eigenständiger Stadtteil.
Die ersten Ansiedlungen des rechten Moskwa-Ufers durch die Moskowiter entstanden im 14. Jahrhundert und damit etwa zwei Jahrhunderte nach Moskaus Gründung und Anlage des Kremls am gegenüberliegenden Flussufer. Damals verlief durch diese Gegend ein Weg von Moskau in die Goldene Horde, was sich bis heute in dem Namen einiger Straßen des Stadtteils, etwa Bolschaja Ordynka, niederschlägt. Allmählich siedelten sich hier verschiedene Berufsgruppen des Handwerks an, darunter Gärtner, Schmiede oder Töpfer. Auch Strelizen waren vielfach in Samoskworetschje angesiedelt, auch um diesen südlichen Vorposten des Kremls im Angriffsfall zu verteidigen. Nachdem der Strelizenaufstand Ende des 17. Jahrhunderts scheiterte, wurden alle Strelitzen mit ihren Familien aus Moskau vertrieben, weswegen sich die Bevölkerung Samoskworetschjes stark dezimiert hatte. Dafür siedelten sich in der Gegend insbesondere ab dem 18. Jahrhundert zunehmend Geschäftsleute an.

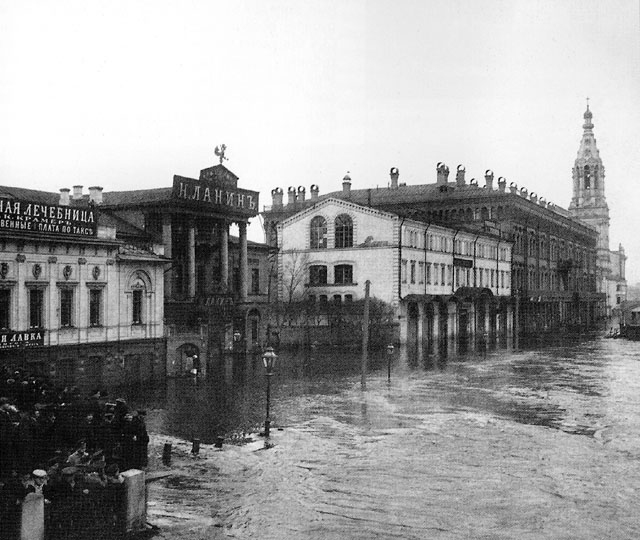
Ein Hochwasser in Samoskworetschje, Foto von 1908

Da das Areal am rechten Moskwaufer aufgrund seiner sehr flachen Lage oft von Überschwemmungen heimgesucht wurde, errichtete man hier in den 1780er-Jahren den Wasserumleitungskanal, der die Wassermassen der Moskwa teilweise aufnehmen sollte. Die Hochwasser wurden ab dann viel seltener, und in Samoskworetschje entstanden immer mehr backsteinerne Gebäude, darunter auch prachtvolle Stadtvillen reicher Kaufleute. Bis zum 19. Jahrhundert entwickelte sich der Stadtteil zu einem belebten Geschäftsviertel, und mit der Industrialisierung ab Mitte des 19. Jahrhunderts kamen zahlreiche Manufakturen hinzu, die teilweise auch bis heute noch erhalten geblieben sind. Das Leben Samoskworetschjes im 19. Jahrhundert hatte der dort aufgewachsene Dramatiker Alexander Ostrowski in vielen seiner Werke authentisch beschrieben.
Zu Zeiten der Sowjetunion entstanden zwar in Samoskworetschje viele neue Bauwerke, darunter das berüchtigte Haus an der Uferstraße, sowie neue Brücken und Straßen. Im Vergleich zu vielen anderen Gegenden im historischen Moskauer Stadtzentrum überdauerten vergleichsweise viele Altbauten, manchmal auch ganze Straßenzüge, bis heute. Damit zählt Samoskworetschje zu den am besten erhaltenen Teilen der Moskauer Altstadt.

## Ausgewählte Sehenswürdigkeiten

### Baltschug und Wasserumleitungskanal

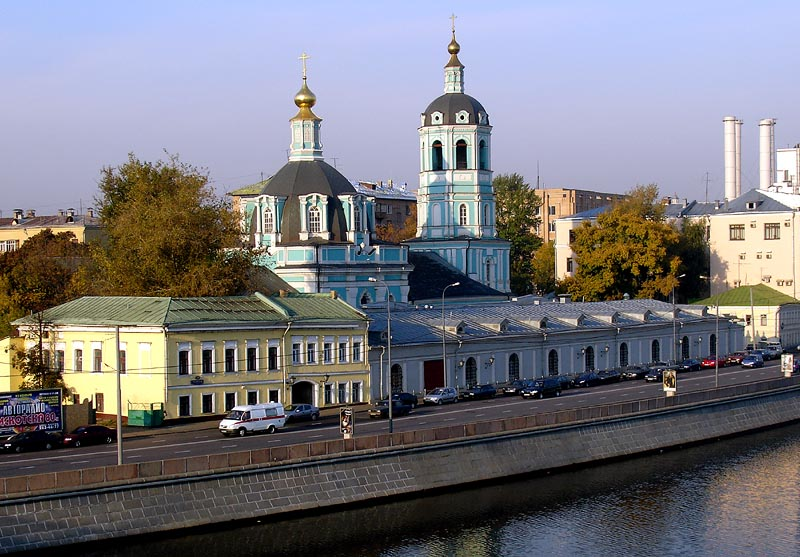
Die Rauschskaja-Uferstraße mit der Kirche des Heiligen Nikolaus zu Sajaizkoje

Die Insel Baltschug zwischen der Moskwa und dem Wasserumleitungskanal wird in jüngster Zeit inoffiziell als Goldene Insel bezeichnet, um den hohen historischen Wert ihrer Bebauung zu unterstreichen. Im Westen der Insel befindet sich die Parkanlage Bolotnaja-Platz (russ. Боло́тная пло́щадь), zu deutsch „Sumpfplatz“, dessen Name von den Sümpfen abstammt, die sich an dieser Stelle, als Folge der extrem häufigen Überschwemmungen, bis zum Bau des Kanals erstreckten. Der Bolotnaja-Platz liegt direkt gegenüber dem Kreml und wird mit diesem durch die Große Steinerne Brücke (Большо́й Ка́менный мост) verbunden. Westlich des Bolotnaja-Platzes erstreckt sich über die ganze Breite der Insel das Haus an der Uferstraße, das in den 1920ern errichtet wurde. Zu den markantesten Gebäuden aus der Zeit vor der Oktoberrevolution auf der Insel gehört das rote Backsteingebäude der Schokoladenfabrik Krasny Oktjabr. Sie wurde 1851 vom deutschen Fabrikanten Ferdinand Theodor von Einem gegründet wurde und nach wie vor eine der bekanntesten Süßwarenfabriken russlandweit ist. Im östlichen Teil der Insel, durch die Große Moskwa-Brücke vom Kreml getrennt, steht seit 1898 das achtstöckige Gebäude des Fünf-Sterne-Hotels Baltschug Kempinski, für das die Baltschug-Straße (Ба́лчуг) namensgebend ist. Deren Name stammt wiederum aus dem Tatarischen ab und bedeutete ursprünglich ebenfalls „Sumpf“.

### Die Straßen Pjatnizkaja und Bolschaja Ordynka

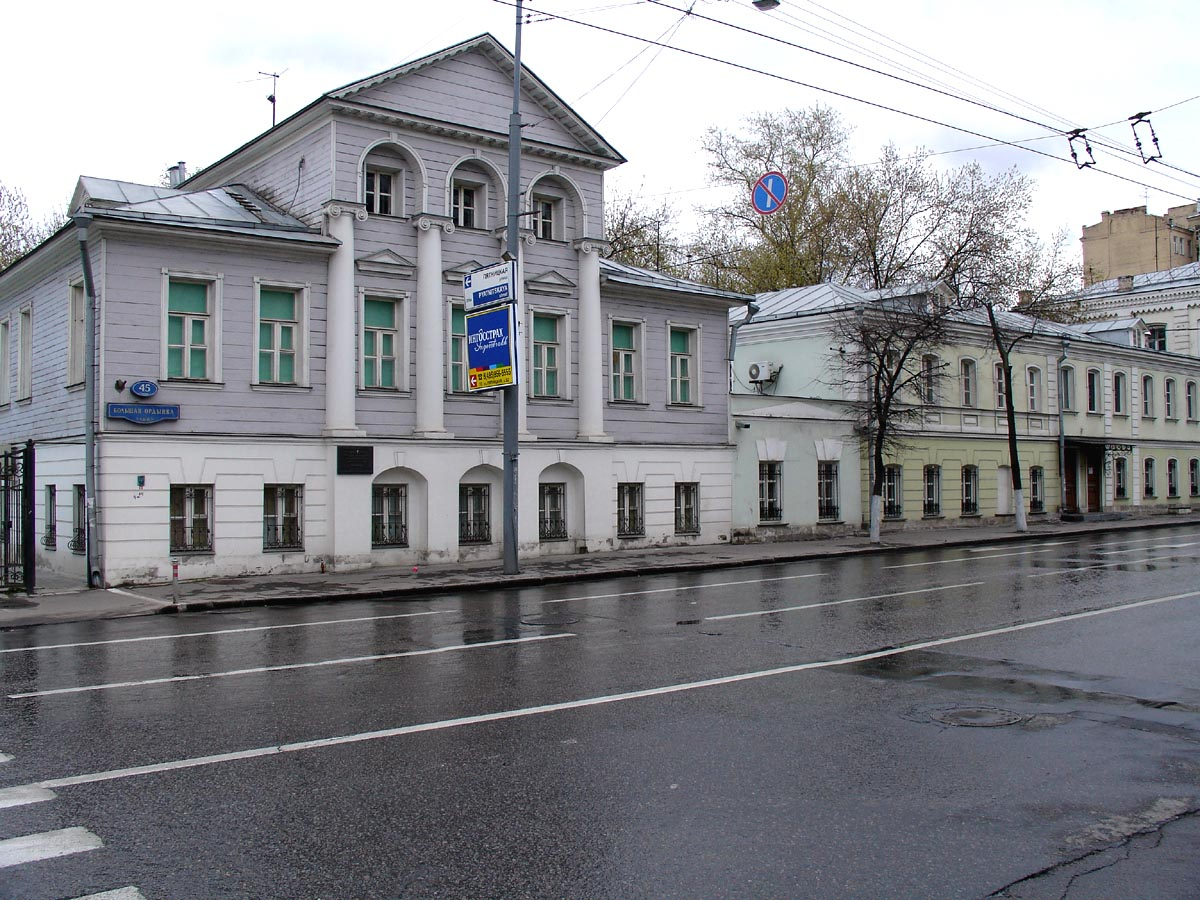
Alte Herrenhäuser an der Großen Ordynka

Südlich des Wasserumleitungskanals sind die annähernd parallel verlaufenden Pjatnizkaja-Straße (Пя́тницкая у́лица) – zu deutsch „Freitagsstraße“, der Name stammt von einer dort bis in die 1930er-Jahre stehenden Kirche – und die Große Ordynka (Больша́я Орды́нка) die zentralen Straßen des Stadtteils, die mit ihren zahlreichen Kirchengebäuden und alten Kaufmannsvillen bis heute eine touristische Attraktion darstellen. Auch die Metrostationen Nowokusnezkaja und Tretjakowskaja liegen hier. Namensgebend für die letztere ist die berühmte Tretjakow-Galerie, die nur wenige Dutzend Meter westlich der Großen Ordynka liegt und heute eine der bekanntesten Kunstsammlungen weltweit ist. Ihre Lage mitten in Samoskworetschje ist keineswegs zufällig, war doch ihr Gründer Pawel Tretjakow seinerzeit einer der angesehenen Kaufleute Moskaus. Für die anfangs private Kunstsammlung hatte Tretjakow 1851 extra ein zweistöckiges Gebäude in der Lawruschinski-Gasse gekauft.

### Die Straßen Poljanka und Jakimanka

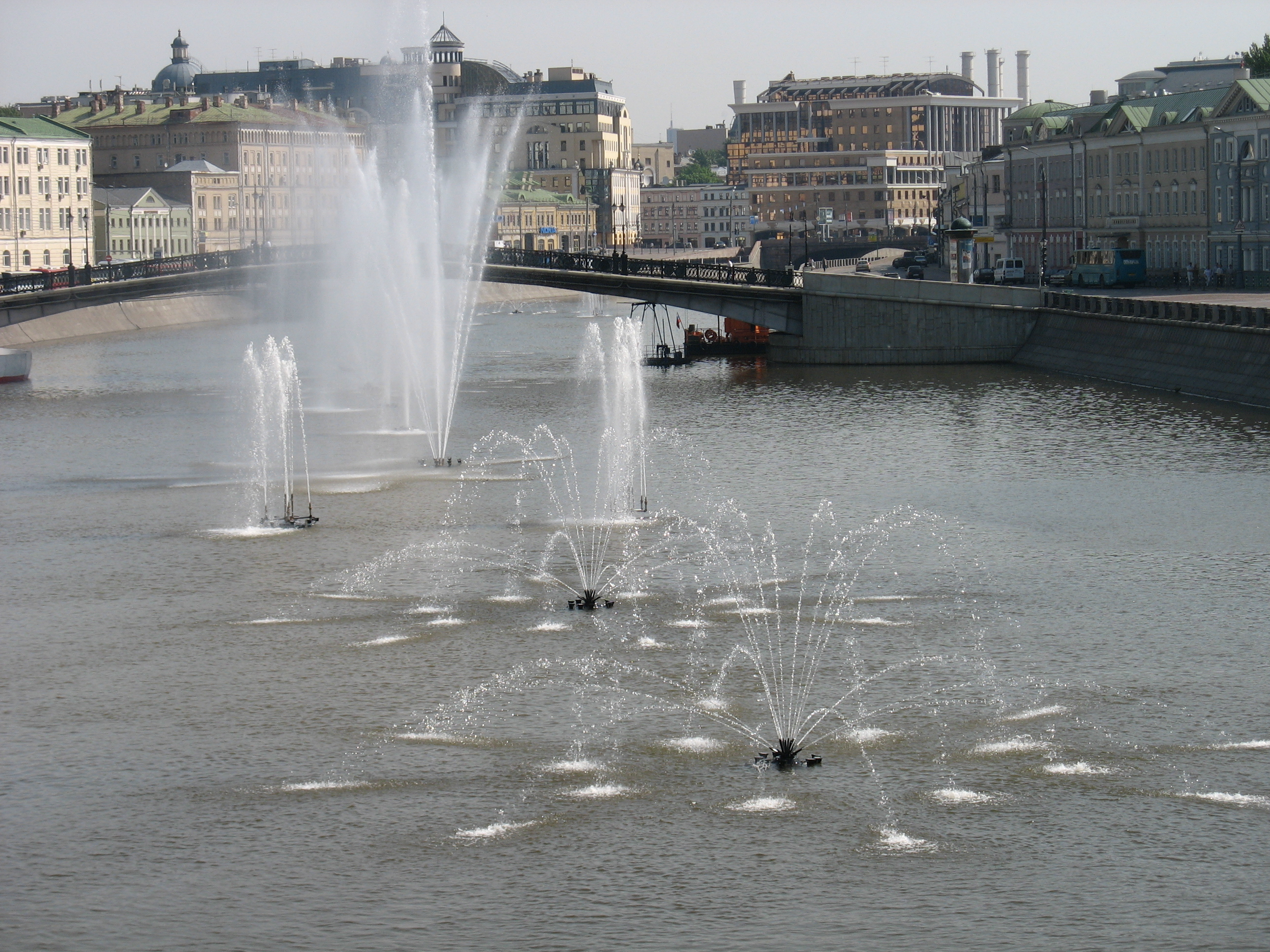
Wasserumleitungskanal nahe der Jakimanka

Weitere bedeutende Nord-Süd-Straßen in Samoskworetschje sind die Bolschaja Poljanka (Больша́я Поля́нка) und die Bolschaja Jakimanka (Больша́я Якима́нка) im westlichen Bereich des Areals südlich des Wasserumleitungskanals. Diese Straßen sind im Vergleich zu der Pjatnizkaja und der Ordynka weit stärker von den Abrissen und Neubauten der Sowjetzeit betroffen; hier dominieren Hochhäuser (viele davon in jüngster Zeit als luxuriöse Eigentumswohnanlagen errichtet) und breit angelegte Bürgersteige das Straßenbild. Nur vereinzelt trifft man auf Kirchengebäude aus den vergangenen Jahrhunderten. Auffällig ist das Denkmal für Peter den Großen in der Nähe der Jakimanka, am westlichsten Zipfel der „Goldenen Insel“, das 1997 nach einem Entwurf des zeitgenössischen Bildhauers Surab Zereteli errichtet wurde.